# Crispina Andrade Correia
Crispina Inès Andrade Correia, née le 5 novembre 1975 à Praia, est une joueuse cap-verdienne de basket-ball.

## Carrière
Elle participe avec l'équipe du Cap-Vert aux championnats d'Afrique 2005, 2007 et 2013.